# صفرانة كولورادية
صفرانة كولورادية (الاسم العلمي:Xanthisma coloradoense) هي نوع من النباتات يتبع جنس الصفرانة من الفصيلة النجمية.